# Cerapteryx radiata
Cerapteryx radiata är en fjärilsart som beskrevs av Felix Bryk 1936. Cerapteryx radiata ingår i släktet Cerapteryx och familjen nattflyn. Inga underarter finns listade i Catalogue of Life.